# Cassatella
Le cassatelle (cassateddi in lingua siciliana) sono dei ravioli dolci fritti della gastronomia siciliana, ripieni di ricotta di pecora, tipici della provincia di Trapani ed in particolare della cittadina di Castellammare del Golfo. Tradizionalmente sono preparate soprattutto in occasione delle festività pasquali e di carnevale.
La cassatella è inserita tra i Prodotti agroalimentari tradizionali siciliani (PAT).

## Origine
Erano conosciute già nel 1700 nella cittadina di Calatafimi Segesta, dove presumibilmente hanno avuto origine.
Si sono quindi diffuse in particolare a Castellammare del Golfo, Alcamo e nell'agro ericino.
Sono oggi conosciute in gran parte della Sicilia occidentale.
In determinate aree del trapanese sono denominate in altri modi, come ad esempio "cappiddruzzi" a Marsala o "raviola" a Mazara del Vallo.

## Caratteristiche
Sono una sorta di grandi ravioli dolci, al cui interno vi è un impasto di ricotta di pecora, zucchero, un pizzico di cannella e gocce di cioccolato, che vengono fritte per immersione nell'olio bollente. Per la pasta si usa farina di grano duro, zucchero, olio d'oliva, un cucchiaio di vino Marsala e una grattugiata di scorza di limone.
È una produzione tipica siciliana, come tale è stata ufficialmente riconosciuta e inserita nella lista dei prodotti agroalimentari tradizionali italiani (P.A.T.) del Ministero delle politiche agricole alimentari e forestali (Mipaaf), su proposta della Regione Siciliana.

### Versione salata

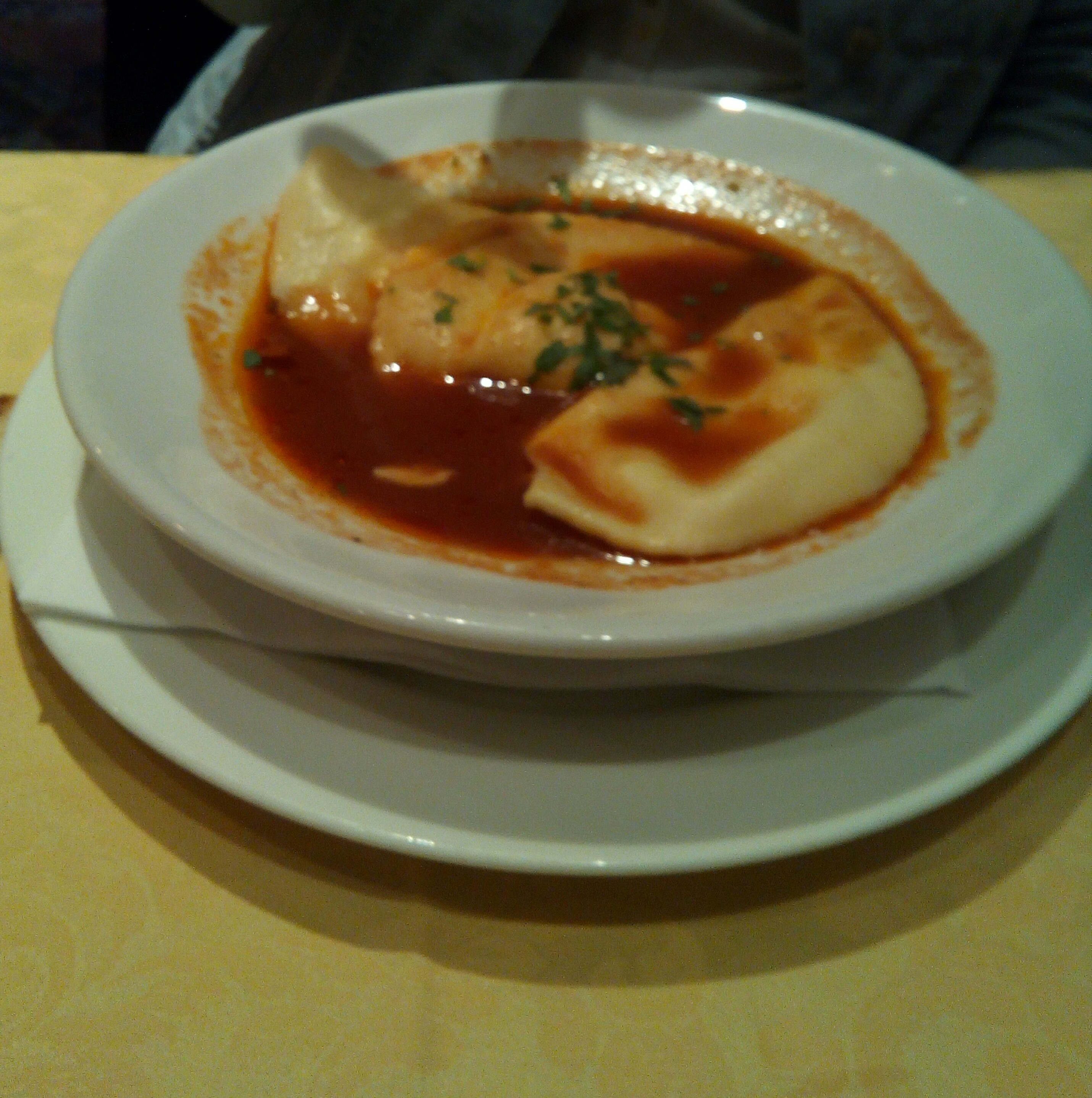
Cassatelle in brodo di pesce

Nella cucina trapanese, in particolare nell'agro ericino (Erice, Valderice, Custonaci San Vito Lo Capo e Buseto Palizzolo) viene preparata come primo piatto, cucinata con il brodo di gallina o di pesce, ma anche condita con un ragù di carne. Possono avere anche la particolare chiusura a spiga.
La pasta viene farcita con ricotta (senza zucchero), prezzemolo, noce moscata e un pizzico di pecorino siciliano grattugiato e poi bollita in acqua salata.

## Altre varianti
Sono denominate Cassateddi anche prodotti dolciari completamente differenti, di pasta frolla, come le Cassateddi di fico (ripiene con un impasto di fichi, simili ai buccellati palermitani), o la Cassatella di Agira, con dentro un ripieno di mandorle e cacao. 
Esiste inoltre una variante con un ripieno di pasta di ceci. I legumi vengono fatti bollire e poi passati ancora caldi in un setaccio o addirittura nel passa pomidoro per creare una pasta, alla quale viene aggiunto lo zucchero ed il vino cotto e per l'appunto usata come ripieno per le cassatelle. Variante tradizionalmente dell'entroterra ennese.
Provincia di Caltanissetta

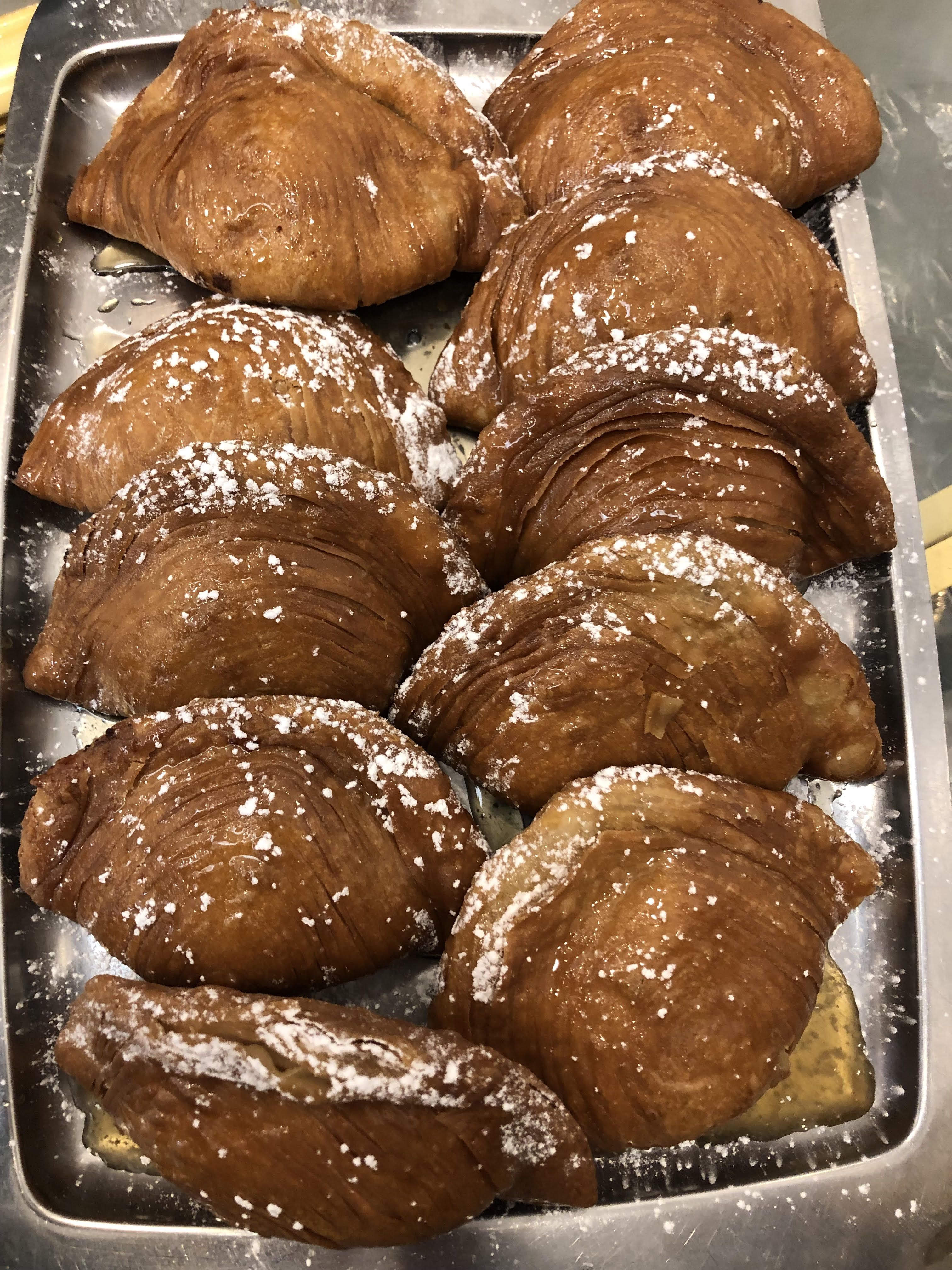
Raviola di ricotta nissena

La raviola di ricotta nissena è fritta nel lardo ed è preparata con impasto a base di pasta sfoglia più volte arrotolato in strati su se stessi ed è tipica della città nissena.
Provincia di Catania
La raviola fritta catanese è preparata con un impasto simile alla graffa, che viene tagliato ricavando delle mezzelune, che sono farcite di ricotta e chiuse; dopo la frittura in olio, il dolce viene passato nello zucchero granellato. La raviola al forno catanese è preparata con pasta sfoglia che viene tagliata ricavando dei triangoli, che sono farciti di ricotta e chiusi; dopo la cottura al forno, il dolce viene passato nello zucchero a velo.
Provincia di Messina
La versione messinese è fritta e viene chiamata "panzerotto fritto di ricotta" o "balò di ricotta".
Provincia di Ragusa

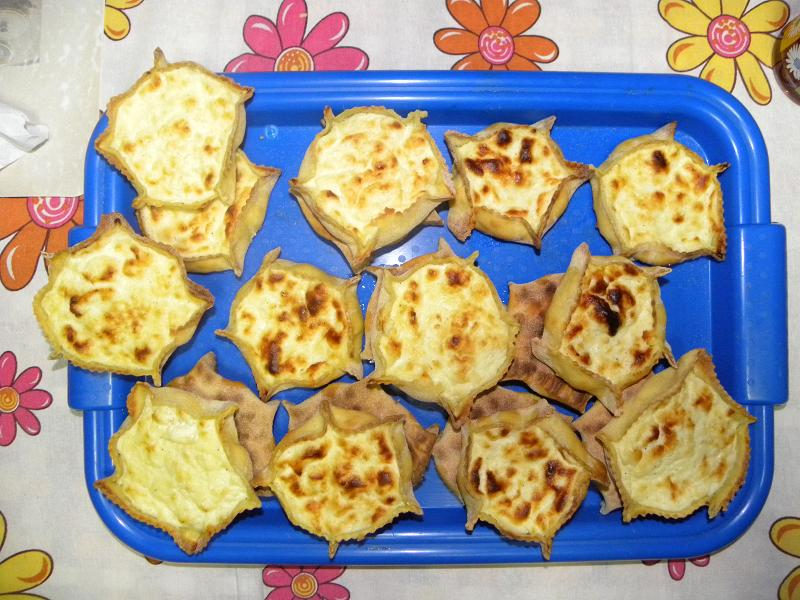
Cassateddi ragusane

Sono anche chiamate "cassatelle alla ricotta" nel ragusano ma hanno forma di canestrino aperto a lunetta chiusa su sé stessa, in modo da accogliere la ricotta al suo centro, ma sono cotte in forno. Nella tradizione ragusana, oltre a quella ovina, è usata talvolta la ricotta iblea). Nella zona di Vittoria vengono fatti dei ravioli di ricotta dolci (fritti), talvolta con l'aggiunta di cioccolato e/o scorzette di agrumi e cosparsi di zucchero.
Provincia di Siracusa
La raviola fritta siracusana è simile a quella catanese, ma viene chiamata romana alla ricotta. La raviola al forno non è preparata con la pasta sfoglia, ma con una pasta simile a quella della brioscia.